# Anatolij Konsułow
Anatolij Dmytrowycz Konsułow (ur. 31 października 1924 w Kijowie, zm. 28 stycznia 1986 w Moskwie) – ukraiński architekt, zasłużony architekt ZSRR.

## Życiorys
Po ukończeniu szkoły powszechnej uczył się w odeskiej szkole imienia Stolarskiego. Od 1943 do 1947 studiował w moskiewskim Instytucie Architektury, a następnie kontynuował naukę na Wydziale Architektury Politechniki Lwowskiej. Dyplom otrzymał w 1948, a następnie rozpoczął pracę w lwowskim Instytucie Planowania Regionalnego. Następnie był kierownikiem zespołu w lwowskim oddziale Instytutu Architektów „Dipromist”. W 1952 wstąpił do Związku Architektów ZSRR, w 1972 wygrał konkurs na stanowisko docenta katedry wzornictwa mebli i wystroju wnętrz w Lwowskim Instytucie Sztuki Dekoracyjnej i Użytkowej. W 1976 otrzymał tytuł honorowego architekta Ukrainy, a dwa lata później otrzymał nagrodę państwową im. Tarasa Szewczenki. Od 1957 tworzył w stylu funkcjonalizmu, stworzył ponad sto projektów z czego osiemdziesiąt zrealizowano. Zmarł w Moskwie, spoczywa na Cmentarzu Łyczakowskim.

## Dorobek architektoniczny

### Realizacje we Lwowie
- Udział w pracach projektowych przy mauzoleum na Wzgórzu Sławy /1948-1952/;
- Budynek mieszkalny u zbiegu ulic Gródeckiej i Jarosława Mądrego (gen. Józefa Bema), współautor Jarosław Nazarkewycz /1952/;
- Udział w pracach projektowych przy Parku Kultury i Wypoczynku im. Bohdana Chmielnickiego, projekt zielonego teatru /1952-1953/, tymczasowe pawilony wystaw rolniczych /1953-1954/, oba obiekty obecnie nie istnieją;
- Zespoły mieszkaniowe zabudowane typowymi budynkami według powtarzalnych projektów:
  - w kwartałach ulic Lubińska (Droga Lubińska), Iwana Wychowskiego i Gródeckiej, współautor Ludmyła Niwina /1957-1964/;
  - w kwartale ulicy Kachowskiej i Gródeckiej, współautorzy Pawło Kont i Ludmyła Niwina /1958-1964/;
- Hotel „Lwiw” przy Prospekcie Wiaczesława Czornowoła 5 (Pełtewna), współautorzy Pawło Kont i Ludmyła Niwina /1965/;
- Budynek mieszkalny przy placu Jewhena Petruszewycza (plac gen. Gustawa Orlicz-Dreszera) /1965-1967/;
- Budynki mieszkalne przy ulicy Mykoły Nekrasowa (Pijarów);
- Dziecięca kawiarenka w Parku Stryjskim /1960/;
- Hotel „Dnister” przy ulicy Jana Matejki, współautorzy Ludmyła Niwina i Jarosław Mastyło, /budowa rozpoczęta 1970, ukończona 1982/;
- Kompleks Zachodniego Naukowego Centrum Badawczego Akademii Nauki Ukrainy, wydział fizyczno-mechaniczny /1960-1962/, geofizyczny /1964/, radiotechniczny /1971-1973/, współautorzy Ołeh Radomski i Borys Kuznecow;
- Pomnik Iwana Fedorowa, współautorzy Wałentyn Borysenko, Wałentyn Podolski /1977/;
- Projekt rekonstrukcji fontanny na placu Adama Mickiewicza (Plac Mariacki), współautor Jewhen Dzyndra.

### Inne realizacje
- Pomnik żołnierzy Pierwszej Armii Konnej, współautorzy Wałentyn Borysenko, W. Majewski, rzeźba H. Szewczuk;
- Autor części architektonicznej pomnika Iwana Franki w Drohobyczu, współautor Jarosław Nowakowski, rzeźba Emmanujił Myśko, Wasyl Odrechiwski i Jakiw Czajka /1966/;
- Pomnik rebeliantów chocimskich z 1919 w Chocimiu, współautorzy Wałentyn Borysenko, Josyp Sadowski /1978/;
- Dom wypoczynkowy „Karpaty” w Brzuchowicach /1971/;
- Kompleks wypoczynkowy w Truskawcu.